# Boris Björn Bagger

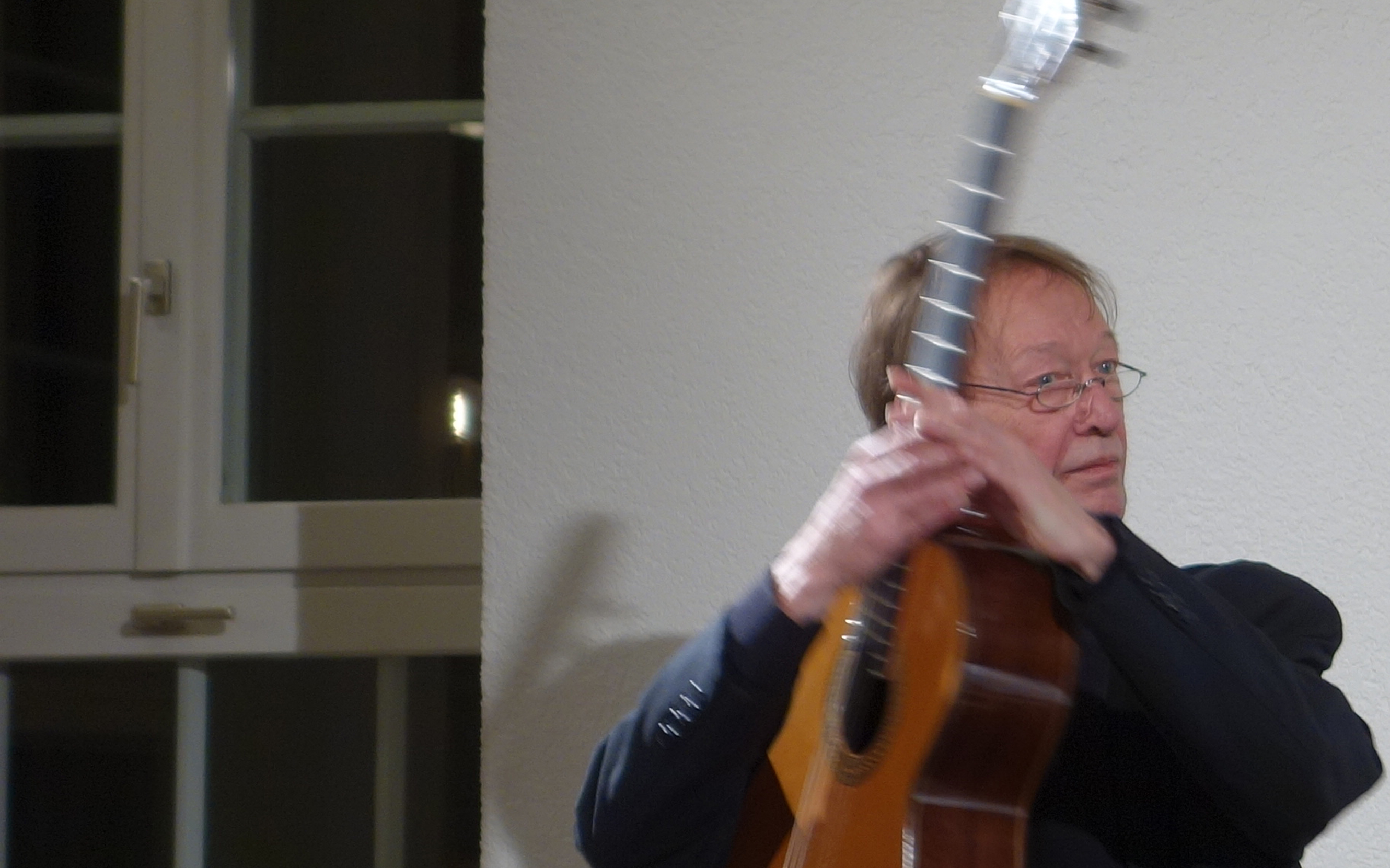
Boris Björn Bagger (2019)

Boris Björn Bagger (* 6. März 1955 in Karlsruhe; † 4. Juli 2024) war ein deutscher Gitarrist, Musikpädagoge, Komponist, Arrangeur und Dirigent.

## Werdegang
Bagger studierte Musikwissenschaft an der Musikhochschule Karlsruhe und der Musikhochschule Freiburg. Seine Kammermusikpartner waren u. a. Tabea Zimmermann (Paganini Trios, Beethoven Trio), Martin Ostertag (über 200 Konzerte und CD-Aufnahmen), Kalle Randalu (Konzerte und CD-Aufnahmen), Detlef Tewes (über 300 Konzerte und CD-Aufnahmen), Ernö Sebestyen (Weltersteinspielung Paganini Barucaba Variationen für Violine und Gitarre), Ulf Rodenhäuser, Jean-Claude Gerard; außerdem gab er Konzerte als Gast bei der Villa Musica u. a. mit Arnold Schönbergs Serenade op. 24.
Er spielte mit den Orchestern RSO Frankfurt, Bochumer Symphoniker, Saarländisches Rundfunkorchester, Baden-Badener Philharmonie, Staatsphilharmonie Rheinland-Pfalz, SWR Sinfonieorchester Freiburg, Badische Staatskapelle Karlsruhe, Nationaltheater Mannheim, Staatsphilharmonie Estland, Kammerorchester Heilbronn, Württembergische Philharmonie und Kammerorchester Tallinn.
Bagger musizierte unter den Dirigenten Pierre Boulez, Michael Gielen, Kazushi Ono, Justin Brown, François-Xavier Roth, Anthony Bramell, Adam Fischer, Eri Klas, Neeme Järvi, Ari Rasilainen, Leif Segerstam, Leslie B. Dunner, Werner Stiefel, Titus Engel, Peter Eötvös, Klaus Arp, Peter Falk, Christoph Poppen, Ola Rudner, Christoph Prick, Steven Sloane, Gerard Korsten, Terry Davies und Robert Reimer.
25 CD-Aufnahmen entstanden u. a. bei BMG (Ariola), Signum, Hänssler Classics, ANTES und Bayer.
Er trat in Fernsehproduktionen in Deutschland, Finnland und Estland als Solist, Kammermusiker und Dirigent – 2012 als Dirigent und Gitarrist in der Sendung Einfach die Besten (SWR) – auf. Er machte in Europa 200 Rundfunkproduktionen. Uraufführungen erfolgten von 40 Kompositionen (u. a. Erkki-Sven Tüür – Spiel für Violoncello und Gitarre, Felix Treiber – Doppelkonzert für Gitarre, Schlagzeug und Orchester, Jaan Rääts – Gitarrenkonzert, Doppelkonzert für Flöte, Gitarre und Orchester).
Seit 1990 hatte er eine Professur für Gitarre, Kammermusik, Orchesterstudien an der Staatlichen Hochschule für Musik Karlsruhe inne.
Bagger leitete als Dirigent u. a das Mandolinenorchester Ettlingen.

## Notenausgaben
Bagger bearbeitete über 300 Werke für Gitarre. Hieraus entstanden weit über 200 Notenausgaben, zum Beispiel von Bach und Mozart.

## Preise und Auszeichnungen
- 1994: Musikpreis der Republik Estland
- 2000: Preisträger des Wettbewerbes Start up, ausgeschrieben von der Zeitschrift Stern und McKinsey & Co für die Musicians Data Base auf CD-ROM (Musikerlexikon in Daten)
- 2002: Verleihung des Marienland Ordens der Republik Estland